# مقاطعة غروندي (إلينوي)
مقاطعة غروندي (بالإنجليزية: Grundy County)‏ هي إحدى المقاطعات في ولاية إلينوي في الولايات المتحدة الأمريكية.

## أعلام
- كارلوس أفيري